# Alpicella
Alpicella è una frazione di 531 abitanti del comune di Varazze, in provincia di Savona, insieme a Castagnabuona, Cantalupo, Casanova, Pero, Faje e Piani d'Invrea.

## Storia
Anticamente chiamata Cella delle Alpi o piccola Alpe, Alpicella ha origini remote, si ritiene che i primi insediamenti possano risalire infatti al IV secolo a.C.: ne sono dimostrazione i relativi ritrovamenti archeologici. A quel tempo la località diede ospitalità a uomini soprattutto cacciatori e raccoglitori.
In epoca romana, divenne centro rurale.

## Monumenti e luoghi d'interesse

### Architetture religiose
- Chiesa parrocchiale di Sant'Antonio Abate.

### Reperti archeologici
Alpicella è sede di un museo che espone reperti archeologici di epoca neolitica di tutta la zona del Comune di Varazze. 
Nei pressi della località si trova, inoltre, una via megalitica lastricata che presenta un recinto di pietre verticali orientate verso il Monte Greppino.
Sempre nelle vicinanze è stato scoperto nel 1977 il Riparo sottoroccia di Fenestrelle del neolitico medio. L'area presenta inoltre diversi altri rilevamenti archeologici: menhir, incisioni rupestri e pietre "à polissoir" ed edifici rurali dalla tecnica costruttiva paragonabile a quella occitanico-spagnola che si trova sulla catena montuosa dei Pirenei.
È presente anche un ponte ad arco in pietra, risalente intorno all'anno Mille, detto "ponte dei saraceni" o "ponte dei Ratti", che unisce il paese alle località di Valérga e Campolungo, attraversando il torrente Teiro.

### Palestra di arrampicata
Il versante del monte Castellaro che affaccia verso Alpicella, la cui roccia verde (forse prasinite) compatta e ruvida permette una buona aderenza, è stato attrezzato per l'arrampicata libera. Le molte vie hanno tutti i gradi di difficoltà.

## Cultura

### Cucina
Piatto tipico di Alpicella è la Zeaia, un bollito di carne di maiale, testina, manzo e gallina posto lungamente in cottura il cui brodo forma una gelatina, trasparente e saporita, che ricopre la sostanza, da mangiare fredda.